# St-Saturnin (Tourreilles)

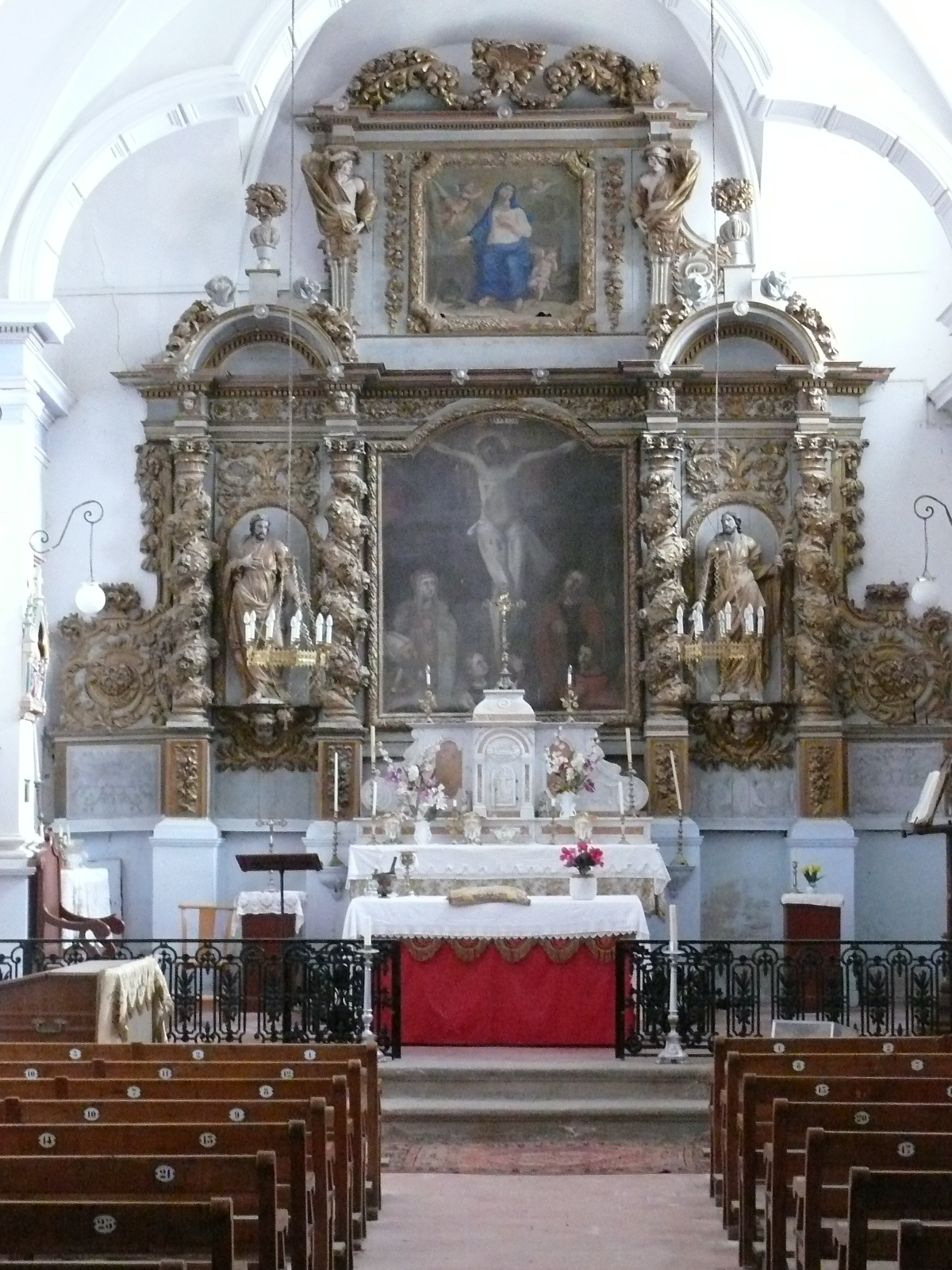
St-Saturnin, das Altarretabel

St-Saturnin ist eine römisch-katholische Kirche in Tourreilles im Département Aude in Frankreich. Das kunsthistorisch herausragende Altarretabel in der Kirche ist seit 1996 als Monument historique klassifiziert.

## Geschichte
Tourreilles wurde zum ersten Mal im Jahr 1049 erwähnt. Die heute unter dem Patrozinium des heiligen Saturninus von Toulouse stehende Kirche wird in den Quellen auch unter dem Patrozinium des heiligen Genesius erwähnt, was auf eine frühe Gründung hinweist. 
Das große Altarretabel wurde 1698 in der Kirche aufgestellt. 1884/85 wurde der Glockengiebel über der Westfassade entfernt und die Kirche nach Westen verlängert sowie der schiefergedeckte Turm vorgesetzt. Die Baunaht zum älteren, möglicherweise im Kern noch mittelalterlichen, Ostteil ist deutlich erkennbar.